# Ramanawiczy (przystanek kolejowy)
Ramanawiczy (biał. Раманавічы; ros. Романовичи) – przystanek kolejowy w miejscowości Homel, w obwodzie homelskim, na Białorusi. Położony jest na wschodniej obwodnicy kolejowej Homla.
Nazwa pochodzi od pobliskiej wsi Ramanawiczy.